# Nilosaharské jazyky
Nilosaharské jazyky nebo také nilosaharská jazyková rodina jsou skupinou afrických jazyků, kterými se mluví především ve vyšších částech řek Šari a Nilu (z čehož je odvozen název „nilo-“ ), včetně historické Núbie a oblasti jižně od soutoku dvou Nilů. Největší část této jazykové rodiny se vyskytuje v Súdánu, skrz který protékají oba Nily: Bílý a Modrý Nil, jenž se spojují se do Nilu v Chartúmu. Jak si lze všimnout (viz mapka), tak se nilosaharskými jazyky mluví hlavně ve vnitrozemí Afriky, zahrnujíc v to povodí Nilu s přítoky, stejně jako střed Sahary.

## Charakteristika
Podle odhadu Merritt Ruhlena v roce 1987 mluvilo nilosaharskými jazyky zhruba 11 miliónů lidí. Vnitřně je tato jazyková rodina daleko rozmanitější než indoevropská, nebo dokonce nigerokonžská, která je ale problematická, protože mnozí jazykovědci popírají její validitu. Částečně problematické je také zahrnutí jazyků songhai.
Podle Ethnologue je jazyk shabo považován za jazyk nilosaharský, ale jinak bývá neklasifikovaný. Podle názoru Christophera Ehreta je to jazyk izolovaný.
Někteří jazykovědci, včetně Rogera Blenche, považují jazyky kadu (taktéž nazývané jazyky kadugli nebo tumtum) za jazyky nilosahararské, zatímco jiní se shodují s Greenbergem a řadí je mezi jazyky kordofánské. Christopher Ehret je považuje za malou izolovanou rodinu. Byly návrhy, aby byly jazyky mande (většinou řazené mezi nigerokonžské jazyky) přidány k nilosaharaským jazykům, hlavně kvůli mnohým pozoruhodným podobnostem s jazyky songhai.
Zaniklý meroitský jazyk pradávné civilizace Kuš je někdy řazen do nilosaharských jazyků, ale o tomto jazyku víme příliš málo na to, abychom ho s určitostí zařadili. To samé můžeme odůvodněně tvrdit o celkem nedávno zaniklém jazyku oropom v Ugandě (jestli někdy existoval), u něhož je poukazováno na spojitost s jazyky kuliak nebo Nilotskými jazyky.
Nilosaharská jazyková rodina bývá spojována s nigerokonžskými jazyky: Gregersen (1972) je sloučil do Konžskosaharské jazykové rodiny a Blench (1995) navrhl, že nigerokonžské jazyky mohou patřit pod nilosaharské jazyky (rovnocenně se středosúdánskými jazyky). Ovšem podobné teorie jsou většinou jazykovědců brány s rezervou.

## Hlavní jazyky
Zde je přehled hlavních nilosaharských jazyků s minimálně půl miliónem mluvčích (Ethnologue, 2005):
- Jazyk luo (3 465 000 mluvčích) s mluvčími od Keni, skrz východní Ugandu až po Tanzanii, je jazyk keňské třetí největší etnické skupiny Luů (ihned po Kikujích a Luhjích). (Název „luo“, co je trochu matoucí, je taktéž užívaný pro skupinu 15 jazyků nacházejícími se pod skupinou západných nilotských jazyků mezi které patří také jazyk luo sám.

- Jazyky kanuri (3 340 000, všechny dialekty) s mluvčími od Nigeru až po severovýchodní Nigérii, kde jsou hlavní etnickou skupinou.

- Jazyky songhai (2,9 miliónů mluvčích, všechny dialekty) s mluvčími široko roztroušenými podél řeky Niger v Mali a Burkine Faso. Nejrozmanitější je jazyk zarma v Nigeru, zatímco jazykem songhai se mluví po celé historické říši Songhai, včetně bývalého hlavního města Gao a dobře známého města Timbuktu.

- Jazyk dinka (2 000 000 +) s mluvčími v jižním Súdánu. Jazyk jednoho z nejsilnějších etnik v jižním Súdánu. Členem etnika Dinků je například John Garang, velitel Súdánské lidově osvobozenecké armády (SPLA).

- Jazyk lango (977 680) má mluvčí nacházející se v Ugandě, regionu Lango ve středu země. Spolu s lidmi z etnika Acholi byli lidé z etnika Lango cílem mnohých etnických perzekucí diktátora Idiho Amina, člena dalšího nilosaharského etnika – Kakwa.

- Jazyk masai (883 000) je používán lidmi kmene Masajů z Keně a Tanzanie

- Jazyk nuer (804 907) jazyk etnika Nuerů, dalšího silného etnika jižního Súdánu.

- Jazyk acholi (791 796) je používaný v Acholilandě v Ugandě a v distriktu Opari v Súdánu. Je podobný s jazykem lango.

- Jazyk fur (501 800) je jeden z hlavních jazyků v Dárfúru (arabsky „domov Fúrů“), což je Súdánská provincie, která je v současnosti[kdy?] v humanitární krizi.

- Núbijské jazyky (495 000, všechny dialekty) jsou jazyky starověké Núbie, území od jižního Egyptu po severní Súdán.

Někdy se mezi nilosaharské jazyky řadí i východosúdánské jazyky.

## Klasifikace
Podle Josepha Greenberga (jeho knihy The Languages of Africa, 1963), modifikované Lionelem Benderem (a přijaté portálem Ethnologue), jsou nilosaharské jazyky klasifikované do následujících větví:
1. jazyky komuz
2. Saharské jazyky (včetně jazyků kanuri)
3. songhajské jazyky
4. furské jazyky (včetně jazyka fur)
5. jazyky maban
6. (šarijsko-nilské jazyky – později vyřazené, přesunutí 4 dolních větví na stejnou úroveň s těmi výše jmenovanými)
  1. středosúdánské jazyky
  2. jazyk kunama
  3. jazyk berta
  4. východosúdánské jazyky (včetně núbijských jazyků a nilotských jazyků)